# Ван Рамсдонк, Педро
Педро Йоханнес ван Рамсдонк (нидерл. Pedro Johannes van Raamsdonk; род. 2 октября 1960, Амстердам) — голландский боксёр, представитель нескольких весовых категорий от первой средней до первой тяжёлой. Выступал за сборную Нидерландов по боксу в первой половине 1980-х годов, бронзовый призёр чемпионата мира, обладатель серебряной медали чемпионата Европы, победитель многих национальных и международных турниров, участник летних Олимпийских игр в Лос-Анджелесе. В период 1986—1991 годов боксировал также на профессиональном уровне, владел титулом чемпиона Европейского боксёрского союза.

## Биография
Педро ван Рамсдонк родился 2 октября 1960 года в Амстердаме, Нидерланды. Проходил подготовку в столичном боксёрском клубе «Альберт Кёйп».

### Любительская карьера
Впервые заявил о себе в 1979 году, одержав победу на чемпионате Голландии в первой средней весовой категории. Год спустя повторил это достижение.
В 1981 году поднялся в средний вес и выиграл бронзовую медаль на американском национальном турнире «Золотые перчатки» — стал первым и единственным иностранцем, выступившим на этих соревнованиях. Попав в основной состав голландской национальной сборной, побывал на чемпионате Европы в Тампере, откуда привёз награду серебряного достоинства — в решающем финальном поединке был остановлен советским боксёром Юрием Торбеком. Также стал серебряным призёром Кубка Президента в Маниле, где уступил в финале другому представителю СССР Владимиру Мельнику.
На чемпионате мира 1982 года в Мюнхене получил бронзу, потерпев поражение на стадии полуфиналов от финна Тармо Уусивирты.
В 1983 году победил на Кубке Копенгагена и на Кубке Норвегии, был лучшим на Кубке Акрополиса в Афинах. Боксировал на европейском первенстве в Варне, где, тем не менее, попасть в число призёров не смог — уже на предварительном этапе был выбит из борьбы за медали болгарином Ильёй Ангеловым.
В 1984 году добавил в послужной список золотые медали, полученные на международных турнирах в Стокгольме и Венеции. Благодаря череде удачных выступлений удостоился права защищать честь страны на летних Олимпийских играх в Лос-Анджелесе — в категории до 75 кг благополучно прошёл первых двоих соперников по турнирной сетке, тогда как в третьем четвертьфинальном бою со счётом 1:4 уступил пуэрториканцу Аристидесу Гонсалесу.
После Олимпиады Рамсдонк ещё в течение некоторого времени оставался в боксёрской команде Нидерландов и продолжал принимать участие в крупнейших международных турнирах. Так, в 1985 году он стал серебряным призёром Кубка Президента в Джакарте, проиграв в финале полутяжёлого веса советскому боксёру Нурмагомеду Шанавазову, и выступил на чемпионате Европы в Будапеште, где уже в 1/8 финала был побеждён представителем ГДР Рене Зютовиусом.

### Профессиональная карьера
Покинув расположение голландской сборной, в феврале 1986 года Рамсдонк успешно дебютировал на профессиональном уровне. Выступал преимущественно на территории Нидерландов, в течение двух лет одержал десять побед без единого поражения, в том числе завоевал титул чемпиона Бенилюкса в первом тяжёлом весе и титул чемпиона Голландии в полутяжёлом весе. Нокаутировал многократного чемпиона Австрии Роберта Пфичера.
В сентябре 1988 года отправился в Великобританию боксировать с местным боксёром Томом Коллинзом — в итоге победил его техническим нокаутом в седьмом раунде и тем самым забрал себе титул чемпиона Европы в полутяжёлой весовой категории по версии Европейского боксёрского союза (EBU). Однако оставался он чемпионом не долго, уже во время первой защиты уступил свой чемпионский пояс соотечественнику Яну Лефеберу.
Впоследствии выступал с переменным успехом вплоть до 1991 года, вновь боксировал за титулы чемпиона EBU, чемпиона Голландии, чемпиона Королевства Нидерландов, однако не смог победить ни в одном из этих титульных поединков. В общей сложности провёл на профи-ринге 20 боёв, из них 15 выиграл (в том числе 7 досрочно) и 5 проиграл.